# 1950 في أستراليا
فيما يلي قوائم الأحداث التي وقعت خلال عام 1950 في أستراليا.

## رياضة
- 1 يناير – البطولات الأسترالية 1950

## مواليد

### يناير
- 1 يناير – ديفيد فيلد مخرج أفلام أسترالي.
- 1 يناير – كارل فيلاند
- 24 يناير – سيد بول لاعب كرة مضرب أسترالي.

### فبراير
- 11 فبراير – كريس باك سياسي أسترالي.
- 14 فبراير – فيل دنت لاعب كرة مضرب أسترالي.

### أبريل
- 29 أبريل – فيليب نويس مخرج أفلام أسترالي.

### مايو
- 29 مايو – ليزلي هانت لاعبة كرة مضرب أسترالية.

### يونيو
- 13 يونيو – بليندا باور
- 23 يونيو – جيرالدين تورنر
- 28 يونيو – ساندي غور ممثلة أسترالية.

### أغسطس
- 27 أغسطس – روبي كاد

### سبتمبر
- 6 سبتمبر – روبن دافنسون كاتبة أسترالية.
- 17 سبتمبر – إد بالوبينسكاس لاعب كرة سلة أسترالي.
- 19 سبتمبر – جيف ماسترز لاعب كرة مضرب أسترالي.

### ديسمبر
- 18 ديسمبر – جيليان آرمسترونغ

## وفيات

### يناير
- 1 يناير – هوراس رايس (مواليد 1872) لاعب كرة مضرب أسترالي.